# Oedipus Rex
Aquest article es refereix a l'òpera d'Ígor Stravinski. Per a la tragèdia de Sòfocles, vegeu Èdip Rei (Sòfocles).
A més, hi ha altres obres musicals amb el mateix tema, incloent l'òpera homònima composta per Henry Purcell, Œdipe de George Enescu, Œdipus Rex de Tom Lehrer, Oedipus der Tyrann de Carl Orff i Œdipus Tex de P. D. Q. Bach.
Èdip rei (títol original en llatí, Œdipus rex) és una òpera-oratori en dos actes amb música d'Ígor Stravinski i llibret basat en la tragèdia de Sòfocles, escrit per Jean Cocteau en francès i traduït per l'abat Jean Daniélou al llatí. Es va estrenar en forma de concert al Théâtre Sarah Bernhardt de París el 30 de maig, de 1927.
El text dramàtic en llatí es complementa amb una narració en l'idioma del públic. És una òpera molt breu i juntament amb The Rake's Progress són les dues òperes de Stravinski que han passat a formar part del repertori operístic.

## Història
La intenció de Stravinski en abordar aquesta obra va ser la d'escriure un gran treball dramàtic, on la qüestió del llenguatge adquirís una especial rellevància, i de fet l'idioma va ser triat abans del tema. El seu desig va ser apel·lar a una llengua arcaica, distant, i es va decidir pel llatí, ja que, segons les seves pròpies paraules, «es tracta no d'una llengua morta, sinó gravada en pedra, i tan monumental com per ser immune a tot risc de vulgarització».
Per a l'elecció del tema Stravinski va recórrer a l'antiga Grècia. Va recordar haver quedat molt impressionat a la seva joventut amb l'Èdip Rei de Sòfocles, i va decidir triar aquesta obra, una història ben coneguda, i que per tant li permetria a l'audiència concentrar-se en la dramatització musical.
Va contactar Jean Cocteau, de qui admirava la seva adaptació de l'Antígona de Sòfocles, i li va demanar que escrivís el llibret. Després de diverses revisions, el text en francès de Cocteau va ser traduït al llatí pel pare Jean Daniélou, i Stravinski va començar a compondre la música, tasca que va concloure el maig de 1927, vint dies abans de la seva estrena.
A causa de la falta de fons, l'estrena va ser presentada en forma de concert sense vestuari ni escenografia, en el Teatre Sarah Bernhardt, entre dos ballets de Diàghilev.
La primera representació com a òpera va ser el febrer de 1928 a Berlín, sota la direcció de Klemperer, i la seva tornada a París com a òpera, a la Sala Pleyel, el maig de 1928.
Cocteau, seguint les indicacions de Stravinski, va crear una acció dramàtica estàtica i de contundent rigidesa, amb la que qualsevol detall cobra un inusitat protagonisme. Els seus personatges són comparables a estàtues vivents, la presència de les quals en escena no implica actuació, i solament la figura del narrador adquireix mobilitat en l'escena.
Les primeres còpies publicades de la partitura incloïen un esbós de Cocteau amb la posada en escena suggerida per a aquesta òpera. Un text adjunt indicava que els protagonistes havien d'estar vestits amb vestits que havien de permetre solament el moviment dels braços i el cap, amb els seus rostres coberts de màscares. Solament el rostre dels integrants del cor seria visible. Èdip havia d'estar visible tot el temps, mentre que Jocasta i Creonte havien de ser il·luminats solament durant les seves àries, i d'aquesta forma havien d'aparèixer en escena, en lloc d'entrar i sortir de l'escenari. La ceguesa d'Èdip en el final estaria indicada per un canvi de màscares.
La idea d'incloure un narrador relatant esdeveniments de la tragèdia en la llengua de l'audiència va ser de Cocteau. Si bé Stravinski mai va ocultar el seu desgrat pel fet que algú relati una història que, segons ell, tots coneixen, aquest recurs va resultar summament efectiu, ja que estant l'obra escrita en llatí, un llenguatge que no és comprès per la majoria de la gent, permet al públic l'acostament al text en el seu idioma. D'altra banda, avançant els esdeveniments desapareixen els elements de suspens i expectativa, facilitant la concentració en els elements purament musicals.
L'obra està estructura segons les formes clàssiques d'ària, duos i escenes corals. El narrador diu al començament de l'obra que s'escoltarà una versió de la tragèdia de Sòfocles «conservant solament certs aspectes monumentals de les seves diverses escenes», i el tractament que li dona Stravinski al tema és efectivament monumental. En contrast amb els freqüents canvis de ritme que caracteritzen l'obra anterior de Stravinski, tota la partitura està impregnada de patrons rítmics que tenen una pesada regularitat, suggerint l'inexorable del destí d'Èdip.
Tots els personatges posseeixen una intensa força dramàtica. Èdip, protagonista absolut de permanent presència en escena, requereix un tenor de gran capacitat lírica, però amb suficient força per a mantenir el pes i la tensió del seu extens paper. El seu arrogant estil melòdic inclou elaborats adorns en forma d'escales ascendents i descendents, que deriven de l'òpera barroca. S'ha de destacar tanmateix el personatge de Jocasta, que requereix una mezzosoprano o una soprano dramàtica, i el caràcter expressiu del narrador. És significatiu el paper del cor, integrat per tenors i baixos, que emula als cors tradicionals de la tragèdia grega.

## Orquestració
Èdip rei està escrit per a una orquestra de grandària mitjana, amb flautí, 3 flautes, 2 oboès, corn anglès, 3 clarinets, 2 fagots, contrabaix, 4 trompes, 4 trompetes, 3 trombons, tuba, timbals, percussió (2 instrumentistes), arpa, piano, primer i segon violí, viola, violoncel i contrabaix.

## Argument

### Acte I
El Narrador saluda a l'audiència, explicant la naturalesa del drama que van a veure, i comença l'escena: Tebas sofreix una plaga, i els ciutadans es lamenten en alt. Èdip, rei de Tebes i vencedor de l'Esfinx promet salvar la ciutat. Creonte, el seu cunyat, torna de l'Oracle de Delfos i pronuncia les paraules dels déus: Tebes està emparant a l'assassí de Laios, l'anterior rei. És l'assassí qui ha atret la plaga sobre la ciutat. Èdip promet descobrir qui és l'assassí i expulsar-li. Pregunta a Tiresias, l'endeví, qui al principi rebutja parlar. Enfadat pel seu silenci, Èdip ho acusa de ser el propi assassí. Provocat, Tiresias parla per fi, dient que l'assassí del rei és un rei. Aterrit, Èdip acusa Tiresias d'estar d'acord amb Creonte, qui creu que ambiciona el tron. Després d'una intervenció del cor, apareix Jocasta.

### Acte II
Jocasta calma la disputa dient que tots els oracles menteixen. Un oracle va predir que Laios moriria a les mans del seu fill, quan en realitat va ser assassinat per bandits en un encreuament de camins. Això aterreix encara més Èdip: recorda haver matat a un ancià en un encreuament de camins abans de venir a Tebes. Arriba un missatger: el rei Pòlib de Corint, a qui Èdip creu el seu pare, ha mort. No obstant això, ara es descobreix que Pòlib només era pare adoptiu d'Èdip, que va ser, en realitat, un expòsit. Arriba un ancià pastor: ell va trobar al nen Èdip a les muntanyes. Jocasta, comprenent la veritat, fuig. Al final, el missatger i el pastor diuen la veritat obertament: Èdip és el fill de Laios i Jocasta, assassí del seu pare, espòs de la seva mare. Destrossat, Èdip marxa. El missatger narra llavors la mort de Jocasta: s'ha penjat a les seves habitacions. Èdip entra a la seva habitació i es treu els ulls amb una agulla. Marxa aleshores de Tebes per sempre, al mateix temps que el cor clama primer el seu empipament i després lamenta la pèrdua del seu estimat rei.

## Discografia
Una producció del Saito Kinen Festival Matsumoto al Japó en 1992 narrada en japonès, amb Philip Langridge, Jessye Norman, Bryn Terfel i Min Tanaka va ser filmada per Julie Taymor per a televisió.